# Дамодос, Викентиос
Викентиос Дамодос (греч. Βικέντιος Δαμοδός, 1700—1752), также Винченцо Дамодо (итал. Vincenzo Damodo) — греческий педагог, философ, предтеча новогреческого Просвещения.

## Биографические сведения
Викентиос Дамодос родился в Хавриате на полуострове Палики, остров Кефалиния. Происходил из аристократической семьи Франциска Дамодоса (Francesco Damodon). Мать Филандрия была дочерью священника.
В 1713 он отправился в Венецию для обучения в Школе Флангиниано греческой общины. Впоследствии продолжил обучение в университете Падуи, изучал право. В 1723 году, после окончания учебы, переехал обратно на Кефалинию и преподавал в частной высшей школе теологии и философии. За несколько лет школа стала одной из самых значительных на Ионических островах, сюда стекались студенты со всей Греции. Вероятно, тут же некоторое время учился и Евгений Вулгарис. В программе обучения, разработанной Викентиосом Дамодосом, в цикле философских тем преподавалось в том числе богословие, риторика и этика.

## Основные работы
- Επίτομος Λογική κατ’ Αριστοτέλην, Βενετία, 1759
- Τέχνη Ρητορική, Βενετία, 1759
- Πράξις κατά συντομίαν εις τας ρητορικάς ερμηνείας, Πέστη, 1815
- Σύνοψις Ηθικής Φιλοσοφίας, Αθήνα, 1940
- Σύντομος ιδέα της Λογικής κατά την μέθοδον των νεοτέρων, Αθήνα, 1978
- Συνταγματικόν Θεολογικόν, Αθήνα, 1980
- Φυσιολογία αιτιολογική εις την κοινήν διάλεκτον σχολαστική, Αριστοτελική και νεωτερική
- Μεταφυσική, ήτοι πρώτη φιλοσοφία και φυσική θεολογία
- Λογική ελάσσων και μείζων περιπατητική και νεωτερική